# محاولة انقلاب 2001 في جمهورية إفريقيا الوسطى
بين 27 و28 مايو 2001، وقعت محاولة انقلاب عسكري في جمهورية إفريقيا الوسطى، قام بالمحاولة الانقلابية جنود من القوات المسلحة لأفريقيا الوسطى، في محاولة للإطاحة الرئيس بأنجي فيليكس باتاسيه. فشلت محاولة الانقلاب لكن العنف استمر في العاصمة خلال الأيام التالية.
نظّم الانقلاب أندريه كولينجبا وكان سبب تقسيم القوات المسلحة في البلاد إلى معسكرين متعارضين: أحدهما دعم أنجي فيليكس باتاسي والآخر دعم فرانسوا بوزيزيه.